# Psykiatrihospitalet i Nykøbing Sjælland
Psykiatrihospitalet i Nykøbing Sjælland, herunder Sikringsafdelingen, ligger syd for Nykøbing Sjælland, skilt fra denne af Grønnehave Skov og ud til Isefjorden. Området, som hospitalet ligger på, hedder i dag Annebergparken. Tidligere var adressen Egebjergvej 100. Annebergparken er i dag en blanding af private beboelser, institutioner og private klinikker - eksempelvis Skovhus Privathospital. Odsherred Teater er nu flyttet til den gamle Irma på Algade og Scenekunstskolen er nu også nedlagt i Annebergparken. Nykøbing Sj. Psykiatriske Museum findes på første sal i Annebergparken 28. Der er ligeledes to restauranter, et bryggeri, Dansk Tang og andre i komplekset, der går under navnet Anneberg Kulturpark.
Området var tidligere udelukkende psykiatrihospital med tilhørende faciliteter og funktionærboliger.
Hospitalet åbnede i 1915 under navnet Sindssygehospitalet i Nykøbing på Sjælland. Senere skiftede det navn til Statshospitalet i Nykøbing Sjælland og derefter til Amtshospitalet i Nykøbing Sjælland. I 2000 fik hospitalet sit nuværende navn, Psykiatrihospitalet i Nykøbing Sjælland.
Sikringsafdelingen (eller blot Sikringen) er en del af hospitalet. Sikringen var Danmarks første og eneste retspsykiatriske anstalt for de farligste, sindssyge forbrydere.

## Historie

### Beslutning
Opførelsen af Sindssygehospitalet i Nykøbing på Sjælland blev vedtaget i Rigsdagen d. 29. april 1913. Også Hillerød og Holbæk var i spil, men Nykøbing Sjælland endte, trods sin sin placering i den absolutte udkant af optageområdet (som omfattede Holbæk Amt, Frederiksborg Amt og Københavns Amt), i sidste ende med at få hospitalet.

### Tanken bag
Hospitalets opbygning var vidt forskellig fra de tidligere opførte sindssygehospitaler, hvis bygninger lå i nær tilknytning til hinanden. Hospitalet blev opført med de enkelte bygninger spredt ud over området, med haver omkranset af buske og hække og ingen mure. Med spredningen af afdelingerne, blev der gået bort fra tidligere tiders "korridor-hospitaler", hvor afdelinger og sengestuer lå dør om dør, forbundet af lange korridorer.
Også på personalesiden var også en væsentlig nydannelse: Hovedparten af plejepersonalet bestod af nemlig sygeplejersker.

### Opførelse
Jordene hospitalet er opført på, tilhørte det nærliggende gods, Anneberg. Godset og jordene var beliggende i Højby kommune, men de 85 tønder land blev købt af Nykøbing kommune og opførelsen kunne gå i gang.
Arkitekt Kristoffer Nyrop Varming tegnede hospitalet. Efter pavillonsystemet spredte han de enkelte afdelinger ud over det store terræn. Hospitalet var det første i Danmark opført efter denne filosofi. Han havde egentlig ventet, at hospitalet skulle placeres i Hillerød, hvorfor han var begyndt at lave tegninger dertil. Da beslutningen endelig blev truffet, var han således uforberedt på placeringen og måtte tegne de enkelte bygninger løbende, mens opførelsen stod på.
Hospitalet er opført uden hjælp af maskiner og en del materialer blev sejlet dertil. En 200 meter lang anlægsbro blev opført nedenfor hospitalet og hestetrukne skinnevogne fragtede materialerne op til byggepladsen.
Sindssygehospitalet var tænkt og opført som et samlet hele. Tanken var at skabe et sluttet samfund, der kunne fungere uafhængigt af den nærliggende by. Arkitekt Kristoffer Nyrop Varming benyttede tidens tanker om bosættelse i havebyer og den i tiden moderne arkitekturretning Bedre Byggeskik. Han formede et centralanlæg med alle de funktioner, der var fælles for hospitalet samlet omkring et grønt anlæg, Grønnegård og angav den hierarkiske betydning med brugen af røde sten, i modsætning til de enkelte afdelinger, som er pudset op og malet gult.
Som bindeled – både i forhold til samfundet udenfor og i forhold til områdets indre struktur anlagdes en allé, der førte direkte til den vigtigste bygning – administrationsbygningen.
Den første patient blev modtaget d. 15. november 1915. Hospitalet var indrettet til 678 patienter, men et hurtigt voksende indlæggelsespres nødvendiggjorde opførelsen af 4 nye pavilloner, som stod færdige i 1924. I 1938 var der 900 senge, 396 til mænd og 504 til kvinder, 50 ekstra senge og 50 pladser på Sikringen.
Som en del af hospitalet åbnede i 1918 Sikringsanstalten (kaldet Sikringen), Danmarks første retspsykiatriske anstalt for de farligste, sindssyge forbrydere. Anstalten var normeret til 50 patienter og havde til huse i Bakkegården og Bakkehuset.

## Forhold
Arbejdet på hospitalet har naturligvis altid været præget af tidens normer for offentlig ansættelse ved et hospital. Indtil 1935 skulle personalet bo på hospitalets område, kost og logi var en del af lønnen, og personalet måtte indtil 1939 ikke gifte sig uden tilladelse fra direktøren. Giftede man sig uden tilladelse, blev man sagt op.
Gudrun Nielsen, plejerelev fra hospitalets åbning, fortæller om arbejdet som plejer:
Arbejdet som plejer bestod naturligvis i at pleje patienterne, skift af sengetøj og madrasser, som var fyldt med halm eller tang. Rengøringen stod plejerskerne også for, og her fortæller hun, at når gulvene var blevet vasket, skulle de vaskes i mælk for at de blev blanke til når overlægen kom på stuegang. Overlæge Frode Krarup havde hun i øvrigt en mening om; han havde en stor fejl. Når han til jul kom for at ønske glædelig jul og personalet stod på række, gjorde han det kun til sygeplejerskerne. I det hele taget var der standsforskel på personalet. Maden til patienter, personale, plejepersonale og pigerne var den samme, ifølge Gudrun Nielsen 2. klasses. Sygeplejerskerne fik en kost der var lidt bedre og lægerne en der var endnu bedre.

## Nutid
Området er ikke længere udelukkende hospital. En række bygninger er solgt til privat beboelse, virksomheder og institutioner. Region Sjælland driver dog fortsat et psykiatrisk hospital på området, ligesom Sikringsafdelingen også stadig (i 2013) har til huse på området.

## Hospitalets navne
| 1915 | - | 1952      | Sindssygehospitalet i Nykøbing på Sjælland |                                                                   |
| 1953 | - | 1976      | Statshospitalet i Nykøbing på Sjælland     |                                                                   |
| 1976 | - | 2000      | Amtshospitalet i Nykøbing Sjælland         | Efter at driften af hospitalet var overgået til Vestsjællands Amt |
| 2001 | - | Nu (2013) | Psykiatrihospitalet i Nykøbing Sjælland    | Efter at driften af hospitalet var overgået til Region Sjælland   |

Kaldenavne: SNS, ANS, Den Gule By.

## Området
Området strækker sig fra Egebjergvej og Isefjorden i øst, op ad bakke mod vest. Spredt ligger de enkelte afdelinger i hver deres bygning (pavilloner eller villaer), funktionærboliger og, i midten, et centralanlæg med fælles faciliteter (Grønnegård-komplekset). Bagest på området, længst mod vest, den tidligere og nuværende Sikringsanstalt / Sikringsafdeling: Bakkehuset, Bakkegården og Enggården. Den nordlige afgrænsning udgøres af Grønnehaveskov, den sydlige af den allé der fra Egebjergvej strækker sig mod vest, afbrudt af administrationsbygningen, for at ende ved Bakkegården og Bakkehuset. Syd for alléen fandtes markerne, hvor hospitalets gartneri dyrkede grøntsager.
Hospitalet var fra starten delt i en mande-del, vest for Grønnegård og en kvinde-del, øst for Grønnegård. Senere blev denne opdeling ophævet.[kilde mangler]
Afdelingerne/husene fik navne efter naturen og tildels placering, som for eksempel Fyrrehus og Skovhus, men også andre navne blev brugt, som for eksempel Asyl I og Asyl II.

### Grønnegård-komplekset
Cirka midt på alléen, der fra porten fører ind på området, ligger Grønnegård. Grønnegården er et grønt park-område med omkringliggende bygninger; Grønnegård-komplekset. Bygningerne omkring Grønnegård er i dag fredet. Oprindeligt var Grønnegård tænkt som en barokhave med en dam, men fremstår i dag ikke helt som oprindeligt tænkt. I dammen står en statue, billedhugger Johannes Hansens Fløjtespillersken.
I Grønnegården står en sten med en inskription. Stenen blev fundet på hospitalets grund og hospitalets første overlæge, Frode Krarup, formulerede inskriptionen.
| Citat        | At gøre livet lyst og trygt for dem, hvis sind er mørkt og sygt, derfor er disse huse bygt. | Citat |
| Frode Krarup |                                                                                             |       |

Bygningskomplekset omkring Grønnegård har – deres helhedspræg til trods – hver sit individuelle udtryk betinget af de funktioner, bygningen skulle indeholde. Administrationsbygningen fremtræder med sit volumen, højde, de nybarokke arkitekturtræk og hegnede gård som den mest betydende bygning. De to bygninger nærmest administrationsbygningen – værkstedsbygningen og lægeboligerne – er bevidst holdt lave for at understrege administrationsbygningens betydning. Midt på langsiderne hæver bygningsvolumener sig igen, mod vest med forsamlingsbygningen og mod øst med kedelhuset. Bygningerne herefter aftager igen i højde for med sprøjtehuset at afslutte komplekset med et markant gavlmotiv.

#### Hovedbygning
Grønnegårds sydlige ende afgrænses af hovedbygningen. Hovedbygningen bryder alléen, som ellers fører fra indkørslen ved Egebjergvej i øst til Bakkegården i vest. Hovedbygningen, som er opført i herregårdsstil, er i tre fløje, med åbning mod Grønnegård. I den østlige fløj, med facade mod indkørslen ved Egebjergvej, er en buet port.
De tre fløje:
Den midterste fløj

Den midterste af hovedbygningens tre fløj ved hospitalets start overlægens kontor, forvalter kontoret og bogholderi.
Den vestlige fløj

Den vestlige fløj husede forvalterboligen og hospitalets kirke.
Den østlige fløj

Den østlige fløj, med udsigt over Isefjorden, husede bogholderboligen og på den anden side af porten, et apotek med en slags lægevagt. Senere flyttede laboratoriet ind i apotekets lokaler.

#### Kirke
Beliggende i hovedbygningens vestlige fløj findes hospitalets kirke. I det lille tårn med spir, hænger en klokke uden inskription.
Over døren til kirken står:
| Citat            | Kærlighed er lysets kilde Kærlighed er livets rod Derfor er Guds ord saa milde Derfor er Guds aand saa god. | Citat |
| N.F.S. Grundtvig | |       |

Kirkens alterbillede er malet af Axel Hou. På maleriet ses en ganske ung hyrde med et lam omgivet af en tæt fåreflok i et let stiliseret, tåget landskab. Hou havde tidligere malet alterbilleder til en kirke tegnet af Kristoffer Nyrop Varming, nemlig Harboøre Kirke i 1910.
Kirken har 120 siddepladser.

#### Værksteder
På vest-siden af Grønnegård lå værkstederne. En af hospitalets grundtanker var, at det skulle være selvforsynende. Derfor var der en lang række værksteder, som også beskæftigede de af patienterne, som magtede det.

#### Samlingssal
I forlængelse af værkstederne, med gavl mod Grønnegård, ligger samlingssalen med plads til 250 siddende.
Salen blev brugt til underholdning for patienter og personale, både i forbindelse med højtiderne og i de første år bal med levende musik en gang om måneden, amatørteater opført af funktionærerne og oplæsning.
Hvert år. d. 15. november, blev hospitalets fødselsdag fejret med flæskesteg og rødkål til middag og bal i salen. Hvornår denne tradition stoppede vides ikke, men den overlevede i hvert fald de første 50 år.

#### Plejerske bygning
I forlængelse af samlingssalen, forbundet med denne af en mur, ligger plejerskebygningen. Bygningen indeholdt beboelse for personale, samt køkken, stuer og en samlingssal for plejersker.

#### Sprøjtehus
Mod nord afgrænses Grønnegård af Sprøjtehus. Huset rummede udover cykel- og brændeskur, hospitalets brandsprøjte. Ved brand klimtedes med kirkeklokken som alarm for funktionærerne.

#### Badeanstalt
Mod øst afgrænses Grønnegård af badeanstalten, hvor der var adskilte afdelinger for patienter og personale. Det var muligt både at få karbad og douche. En del af behandlingen af patienterne kunne bestå af karbade i op til 12 timer.

#### Kedelhus
I forlængelse af badeanstalten, med gavl mod Grønnegård ligger kedelhus. Herfra forsynedes i første omgang Grønnegårds-komplekset med varmt vand, senere også de enkelte afdelinger. Den oprindelige skorsten er erstattet af en nyere.

### Køkken og vaskeri
I forlængelse af kedelhus, forbundet med dette via en lav bygning, der er trukket lidt tilbage så der dannes en gård mellem de to bygninger, ligger køkkenet og vaskeriet. Køkken og vaskeri er en trefløjet bygning, med gård mod Grønnegård.

### Lægeboliger
I forlængelse af køkken og vaskeri lå tre lægeboliger, indrettet for to gifte og én ugift læge. I tagetagen fandtes bibliotek og laboratorium.

### Gartneri
Vest for Grønnegård, syd for alléen, lå hospitalets gartneri. Gartneriet dyrkede på markerne syd for hospitalet blomster, frugt og grøntsager som en del af tanken om at hospitalet skulle være selvforsynende. Arbejde i gartneriet var en del af behandlingen for de patienter, der magtede det.

### Portner- og vægterbolig
Ved indkørslen til hospitalsområdet ligger på hver sin side af alléen to næsten identiske og spejlvendte huse. På sydsiden af alléen var portnerboligen, på nordsiden vægterboligen.

### Kapel
Kapellet ligger i Grønnehaveskov, lidt afsides i forhold til de øvrige bygninger. Kapellet adskiller sig med sin arkitektur fra de øvrige bygninger.
Kapellet består af to rum, selve kapelsalen og bagved denne, dissektionsrummet. Her foregik obduktioner og dissektioner.

## Fredede bygninger
Følgende bygninger er i dag fredet:
- Alle bygninger i Grønnegård-komplekset
- Kapellet
- Portnerbolig og vægterbolig

## Kirkegård
I tilknytning til kapellet ligger, for foden af en gravhøj, hospitalets kirkegård. Et stendige med en dobbelt smedejernslåge omkranser kirkegården. Efter sigende er kirkegården landets eneste skovkirkegård.

### Begravede
På kirkegården ligger patienter, ansatte og andre med en tilknytning til hospitalet. For en del patienter havde indlæggelsen varet så længe, at hospitalet blev anset for deres hjem eller også var kontakten med pårørende mistet.

### Gravsten
Alle patienters gravsten er ens cementsten med et kors, navn, fødested og dato for fødsel og død. En del gravsten er desværre ødelagt, psykiatrimuseet arbejder på at restaurere kirkegården.

### De hjerneløses kirkegård
Kirkegården bliver også kaldt de hjerneløses kirkegård. Ikke af disrespekt for de begravede, men fordi der i en årrække blev udtaget mere end 2.000 hjerner på afdøde patienter. Hjernerne blev sendt til Psykiatrisk Hospital Risskov med henblik på brug ved forskning. Udtagningen foregik i kapellet, der har et rum til brug ved dissektion. Udtagningen af hjerner blev foretaget af almindeligt plejepersonale som udover den almindelige pleje af patienter, havde en ekstra opgave. Udtagningen af hjernerne foregik uden pårørendes samtykke eller viden.
En del af de begravede patienter - hvis ikke alle - på kirkegården er således begravet uden deres hjerne.

## Sikringsafdelingen / Enggården
Sikringen, som er kaldenavnet for Sikringsafdelingen, er en stærkt sikret retspsykiatriskafdeling for landets farligste forbrydere. Sikringen er drevet af Region Sjælland og har til huse på Psykiatrihospitalet i Slagelse. Afdelingen er den eneste af sin art i Danmark.
Frem til 4. november 2015 havde Sikringen til huse i Enggården i den vestlige ende af området på Psykitrihospitalet i Nykøbing Sjælland, hvorefter en flytning til Slagelse fandt sted.
Oprindeligt bestod Sikringen af to afdelinger, Bakkehuset og Bakkegården. I 1981 flyttede Sikringsanstalten ind i nybyggede bygninger. I 1989 skiftede anstalten navn til Sikringsafdelingen.
Gennem tiden er det lykkedes to patienter at flygte fra Sikringen. En midt i 1930'erne og en i perioden 1938 - 1952, de præcise tidspunkter kendes ikke. Om det skete fra Bakkegården eller Bakkehuset er heller ikke klart. Efter flytning til Enggården er det ikke lykkedes nogen at flygte.

### Historie
I 1918 åbnede Sikringsanstalten, en stærkt sikret specialanstalt for sindslidende og åndssvage mænd. Anstalten skulle modtage...
| Citat | [...] sindssyge eller aandssvage Mænd, om hvem det i Anledning af begaaede Lovovertrædelser enten ved Dom eller ved administrativ Resolution bestemmes, at der bør træffes Sikkerhedsforanstaltninger overfor dem. | Citat |
|       | |       |

Da anstalten åbnede, husede den to afdelinger: Bakkehuset, med 24 sengepladser, for de farligste og Bakkegården, med 26 sengeplader, for de mere rolige. Bakkegården havde en have, hvor patienterne kunne dyrke grøntsager, jordbær eller, især under 2. verdenskrig, tobak.
Sikringsanstalten blev til i et spændingsfelt mellem på den side hensynet til et samfund, som ikke kunne have farlige, uberegnelige personer gående frit omkring og sindssygehospitalerne, der af plejehensyn fik mere og mere frie forhold for patienterne. Psykiaterne var ikke enige om behovet for sådan en anstalt, men Sikringen blev blandt andet en succes fordi den fjernede de vanskeligste / farligste tilfælde fra de øvrige sindssygehospitaler og dermed var med til at muliggøre det milde behandlingsregime der.
I 1989 begyndte man at ansætte kvinder, indtil da, var det udelukkende mænd der var ansat. I 1996 blev den første kvinde indlagt på Sikringen.

### Nutid, frem til 4. november 2015
I 1981 flyttede Sikringen ind i nybyggede bygninger, beliggende lige nord for Bakkehuset og Bakkegården. Her fik Sikringen plads til 30 patienter, fordelt på tre afdelinger, P1, P2 og P3. Det samlede navn for de tre afdelinger er Enggården.

### Kriterier for indlæggelse
Man kan blive indlagt på Sikringen af følgende fire årsager:
- Der bliver udstedt et farlighedsdekret.

Betingelsen for afsigelse af et farlighedsdekret er, at patienten er sindssyg og vedvarende udsætter andres liv for fare. Der skal altså være fare for andre. Fare for patienten selv, betinger ikke indlæggelse på Sikringsafdelingen. Det er endvidere en betingelse, at der er gjort, hvad der skønnes muligt for at behandle patienten ud af farligheden, inden der søges Justitsministeriet om et farlighedsdekret.
- Der skal foretages en mentalundersøgelse.

Betingelsen for at få foretaget en mentalundersøgelse på Sikringsafdelingen er, at patienten enten er svært flugtfarlig eller meget farlig, således at patienten ikke på betryggende vis kan mentalundersøges på en almindelig lukket afdeling eller en Retspsykiatrisk afdeling.
- Som følge af en anbringelsesdom.

Det er domstolene, der afsiger dom til anbringelse på Sikringsafdelingen. De patienter der får en anbringelsesdom til Sikringsafdelingen er for de flestes vedkommende forud for dommen mentalobserveret på Sikringsafdelingen på grund af enten stor flugtfare eller farlighed.
- Man skal i varetægtssurrogat.

En patient der befinder sig i et fængsel eller i varetægtssurrogatanbringelse på psykiatrisk afdeling kan på grund af farlighed eller svær flugtfare, efter forudgående kendelse og drøftelse med Sikringsafdelingens overlæge, indlægges på Sikringsafdelingen i henhold til Retsplejelovens § 777.

### Bakkegården
Bakkegården er i dag en landsdækkende sikret institution med 20 pladser på de sikrede afdelinger og 7 pladser på de åbne afdelinger. Målgruppen er unge med kriminalitetsproblematikker i alderen 15-18 år - enkelte over 18 år.

## Fremtid
Sikringen flyttede til Slagelse d. 4. november 2015. Bygningerne overtages herefter af Kriminalforsorgen og skal efter planen omdannes til et topsikret fængsel.

## Sikringens navne
| 1918 | - | 1989      | Sikringsanstalten  |
| 1989 | - | Nu (2013) | Sikringsafdelingen |

Den er i alle årene blot blevet kaldt Sikringen.

## Psykiatri-museum
I den tidligere patientbolig Fyrrehus lå indtil foråret 2022 Nykøbing Sj. Psykiatriske Museum, et museum, der viser psykiatriens historie igennem næsten 100 år. Ny beliggenhed er Annebergparken 28, 1. sal  

## Minibiografier
Herunder minibiografier af de, i artiklen, nævnte personer.
- Agnes Filskov - kvindelig overlæge, 1. november 1922 - 1952.
- E. V. Hardy-Hansen - overgartner fra åbningen i 1915 til 1935.
- Ejner Kalvslund - født 1908, plejer på Sikringen fra 1940 til 1968.
- Ellen Hardy-Hansen - født 1920 som datter af overgartner E. V. Hardy-Hansen. Opvokset på hospitalet.
- Frode Krarup - hospitalets første overlæge. Overlæge indtil 1939.
- Gudrun Nielsen - ansat som elev i 1918.
- Jørgen Ravn - assisterende overlæge, 1. maj 1938 til 1. april 1952.
- Kristoffer Nyrop Varming - arkitekt.
- Otto Jacobsen - overlæge fra 1939 - 1970
- Verner Nielsen - ansat som plejerelev 9. april 1930, færdiguddannet 1931. Ved Sikringsanstalten fra 1941 til 1969.
- Victor Schiøler - kandidat i sommeren 1941.